# Prince of Foxes
Prince of Foxes is een Amerikaanse avonturenfilm uit 1949 onder regie van Henry King. Het scenario is gebaseerd op de gelijknamige roman uit 1949 van de Amerikaanse auteur Samuel Shellabarger. De film werd destijds in Nederland uitgebracht onder de titel Borgia schaakmat.

## Verhaal
De ambitieuze hertog Cesare Borgia wil de stadstaat Ferrara in zijn bezit krijgen als een eerste stap in zijn droom om een centraal Italiaans rijk te stichten. Daarom laat hij eerst de man van zijn zus Lucrezia Borgia vermoorden. Hij wil nu zijn zus uithuwelijken aan Alfonso I d'Este, de zoon van zijn vijand Ercole I d'Este en de troonopvolger van Ferrara. 
Hij vertrouwt deze riskante opdracht toe aan zijn dienaar Andrea Orsini, een sluwe, bijna even gewetenloze edelman die de aanbidder van zijn nicht is. Onderweg ontmoet Orsini Camilla Verano, de jonge vrouw van de graaf van Città del Monte, een andere stadstaat die Cesare Borgia wil veroveren. Orsini wordt verliefd op haar. 
Later mislukt een aanslag op Orsini. Hij kan zijn aanvaller vatten en hij vraagt hem naar zijn opdrachtgever. Dat blijkt de hertog van Ferrara te zijn. Orsini neemt de huurmoordenaar in dienst.

## Rolverdeling
| Acteur           | Personage                 |
| ---------------- | ------------------------- |
| Tyrone Power     | Andrea Orsini             |
| Orson Welles     | Cesare Borgia             |
| Wanda Hendrix    | Camilla Verano            |
| Marina Berti     | Angela Borgia             |
| Everett Sloane   | Mario Belli               |
| Katina Paxinou   | Mona Constanza Zoppo      |
| Felix Aylmer     | Graaf Marc Antonio Verano |
| Antonella Lualdi | niet-gecrediteerd         |

## Prijzen en nominaties
| Jaar | Prijs  | Categorie            | Genomineerde(n)        | Uitslag     |
| ---- | ------ | -------------------- | ---------------------- | ----------- |
| 1950 | Oscars | Beste camerawerk     | Leon Shamroy           | Genomineerd |
| 1950 | Oscars | Beste kostuumontwerp | Vittorio Nino Novarese | Genomineerd |